# Igor Jesus Maciel da Cruz
Igor Jesus Maciel da Cruz (Cuiabá, 25 de febrero de 2001) es un futbolista brasileño que juega como delantero en el Nottingham Forest F. C. de la Premier League.

## Trayectoria

### Coritiba
Debutó profesionalmente con la camiseta del Coritiba Foot Ball Club el 23 de enero de 2019 por el Campeonato Paranaense frente al Maringá. En dicho certamen convirtió su primer gol una semana después enfrentando al Athletico Paranaense.
En su primera temporada como profesional en el Coritiba, Igor Jesus marcó cinco goles y dio una asistencia en 32 partidos. En su segundo año, marcó dos goles y dio una asistencia en 25 partidos. Terminó su etapa en el Coritiba con 57 partidos disputados y siete goles.

### Shabab Al-Ahli
El 2 de octubre de 2020, Igor Jesus fue traspasado al Shabab Al Ahli, de los Emiratos Árabes Unidos, fue fichado por alrededor de 2 millones de dólares y firmó un contrato de cuatro años. El 9 de octubre de 2020, debutó con el Shabab Al Ahli en un empate 1-1 contra el Al Dhafra en la primera ronda de la Copa de la Liga. Entró en el minuto 62 en sustitución de Ahmed Al Attas.
El 5 de noviembre de 2020, Igor Jesus anotó uno triplete en el triunfo de Shabab Alahli al Hatta por 3-0 en la cuarta jornada de la Liga del Golfo en el estadio Shabab Al Ahli de Al Awir.
En su primera temporada (2020/21) marcó 21 goles en 40 apariciones para el club, ganando la Copa Presidente, la Copa de la Liga y la Supercopa de los Emiratos Árabes Unidos. Temporada 2022-23 y fue campeón de la UAE Pro League, principal campeonato nacional de los Emiratos Árabes Unidos.
Terminó su tiempo en el Shabab Al Ahli Club habiendo jugado 91 partidos, anotando 46 goles y brindando 16 asistencias.

### Botafogo
Igor Jesus firmó un precontrato de cuatro temporadas con el Botafogo en febrero de 2024, pero el club recién lo anunció el 1 de julio. Hizo su debut con el Botafogo el 20 de julio, en una victoria por 1-0 sobre el Internacional en un partido del Campeonato Brasileiro. Marcó su primer gol con el club el 4 de agosto, en una victoria a domicilio por 4-1 sobre el Atlético Goianiense.
En apenas media temporada, Igor Jesus se convirtió rápidamente en titular y formó parte del histórico ataque junto a Savarino, Luiz Henrique y Thiago Almada, decisivos en la conquista de la Libertadores y el Campeonato Brasileiro.
Igor jugó su último partido con el Alvinegro el 28 de junio, en los octavos de final del Mundial de Clubes contra el Palmeiras. El equipo paulista se alzó con la victoria. Con el Botafogo, el jugador disputó 58 partidos y marcó 17 goles.
"Estoy feliz de empezar este gran campeonato con buen pie, empezando con una victoria. Estoy muy contento con el resultado. Gracias a Dios conseguimos tres buenos puntos, y fue muy importante. Ahora toca seguir adelante; tenemos un partido muy difícil contra el PSG. Seguiremos trabajando duro esta semana para que también podamos hacer una gran actuación", declaró a SporTV.
El 16 de julio de 2025, el día en que el Botafogo empató 1-1 con el Vitória en el Estadio Nilton Santos del Brasileirão, Igor Jesus fue homenajeado por el club con una placa en el descanso.

### Nottingham Forest
El 5 de julio de 2025, el Nottingham Forest anunció oficialmente su fichaje. El delantero firmó un contrato de cuatro años. El 26 de julio de 2025, debutó con Los Rojos en un amistoso de pretemporada contra el Fulham, que terminó 3-1. El partido se disputó en el Estadio de São Luís de Portugal. Igor Jesus debutó en la Premier League con el Nottingham Forest el 17 de agosto de 2025. Entró en la victoria por 3-1 sobre el Brentford en la primera jornada de la Premier League. Empezó el partido desde el banquillo y entró en el minuto 34 de la segunda parte en sustitución de Chris Wood.

## Selección nacional
En octubre de 2024 fue convocado por la Selección de fútbol de Brasil para la doble fecha eliminatoria frente a Chile y Selección de fútbol de Perú. Debutó intencionalmente contra Chile el 10 de octubre de 2024 dónde convirtió un tanto en la victoria 2-1.

## Estadísticas

### Clubes
Actualizado al último partido disputado el 17 de agosto de 2025.
| Club                               | Div.          | Temporada     | Liga  | Liga  | Liga   | Campeonatos Estaduales | Campeonatos Estaduales | Campeonatos Estaduales | Copas nacionales | Copas nacionales | Copas nacionales | Copas internacionales | Copas internacionales | Copas internacionales | Total | Total | Total  |
| Club                               | Div.          | Temporada     | Part. | Goles | Asist. | Part.                  | Goles                  | Asist.                 | Part.            | Goles            | Asist.           | Part.                 | Goles                 | Asist.                | Part. | Goles | Asist. |
| ---------------------------------- | ------------- | ------------- | ----- | ----- | ------ | ---------------------- | ---------------------- | ---------------------- | ---------------- | ---------------- | ---------------- | --------------------- | --------------------- | --------------------- | ----- | ----- | ------ |
| Coritiba · Brasil                  | 2.ª           | 2019          | 24    | 3     | 1      | 8                      | 2                      | 0                      | —                | —                | —                | —                     | —                     | —                     | 32    | 5     | 1      |
| Coritiba · Brasil                  | 1.ª           | 2020          | 10    | 0     | 0      | 14                     | 2                      | 1                      | 1                | 0                | 0                | —                     | —                     | —                     | 25    | 2     | 1      |
| Coritiba · Brasil                  | Total club    | Total club    | 34    | 3     | 1      | 22                     | 4                      | 1                      | 1                | 0                | 0                | —                     | —                     | —                     | 57    | 7     | 2      |
| Shabab Al-Ahli Club · EAU          | 1.ª           | 2020-21       | 24    | 12    | 8      | —                      | —                      | —                      | 11               | 7                | 4                | 5                     | 2                     | 0                     | 40    | 21    | 12     |
| Shabab Al-Ahli Club · EAU          | 1.ª           | 2021-22       | 6     | 2     | 0      | —                      | —                      | —                      | —                | —                | —                | —                     | —                     | —                     | 6     | 2     | 0      |
| Shabab Al-Ahli Club · EAU          | 1.ª           | 2022-23       | 17    | 6     | 1      | —                      | —                      | —                      | 3                | 1                | 0                | —                     | —                     | —                     | 20    | 7     | 1      |
| Shabab Al-Ahli Club · EAU          | 1.ª           | 2023-24       | 19    | 14    | 3      | —                      | —                      | —                      | 4                | 3                | 1                | 2                     | 0                     | 0                     | 25    | 17    | 4      |
| Shabab Al-Ahli Club · EAU          | Total club    | Total club    | 66    | 34    | 12     | —                      | —                      | —                      | 18               | 11               | 5                | 7                     | 2                     | 0                     | 91    | 47    | 17     |
| Botafogo · Brasil                  | 1.ª           | 2024          | 22    | 5     | 3      | —                      | —                      | —                      | 2                | 0                | 0                | 7                     | 3                     | 2                     | 31    | 8     | 5      |
| Botafogo · Brasil                  | 1.ª           | 2025          | 10    | 3     | 1      | 5                      | 1                      | 0                      | 2                | 1                | 0                | 11                    | 4                     | 0                     | 28    | 9     | 1      |
| Botafogo · Brasil                  | Total club    | Total club    | 32    | 8     | 4      | 5                      | 1                      | 0                      | 4                | 1                | 0                | 18                    | 7                     | 2                     | 59    | 17    | 6      |
| Nottingham Forest F. C. Inglaterra | 1.ª           | 2025-26       | 1     | 0     | 0      | —                      | —                      | —                      | 0                | 0                | 0                | 0                     | 0                     | 0                     | 1     | 0     | 0      |
| Nottingham Forest F. C. Inglaterra | Total club    | Total club    | 1     | 0     | 0      | —                      | —                      | —                      | 0                | 0                | 0                | 0                     | 0                     | 0                     | 1     | 0     | 0      |
| Total carrera                      | Total carrera | Total carrera | 133   | 45    | 17     | 27                     | 5                      | 1                      | 23               | 12               | 7                | 25                    | 9                     | 2                     | 208   | 71    | 25     |
| 1. 2. 3.                           |               |               |       |       |        |                        |                        |                        |                  |                  |                  |                       |                       |                       |       |       |        |

### Selección nacional
Actualizado al último partido jugado el 20 de noviembre de 2024.
| Selección         | Año   | Eliminatorias | Eliminatorias | Eliminatorias | Continental(1) | Continental(1) | Continental(1) | Mundial(2) | Mundial(2) | Mundial(2) | Amistosos | Amistosos | Amistosos | Total | Total | Total  |
| Selección         | Año   | Part.         | Goles         | Asist.        | Part.          | Goles          | Asist.         | Part.      | Goles      | Asist.     | Part.     | Goles     | Asist.    | Part. | Goles | Asist. |
| ----------------- | ----- | ------------- | ------------- | ------------- | -------------- | -------------- | -------------- | ---------- | ---------- | ---------- | --------- | --------- | --------- | ----- | ----- | ------ |
| Absoluta · Brasil | 2024  | 4             | 1             | 1             | —              | —              | —              | —          | —          | —          | —         | —         | —         | 4     | 1     | 1      |
| Total             | Total | 4             | 1             | 1             | 0              | 0              | 0              | 0          | 0          | 0          | 0         | 0         | 0         | 4     | 1     | 1      |

## Palmarés

### Títulos nacionales
| Título                                  | Equipo              | País   | Año     |
| --------------------------------------- | ------------------- | ------ | ------- |
| Supercopa de los Emiratos Árabes Unidos | Shabab Al-Ahli Club | EAU    | 2020    |
| Copa Presidente                         | Shabab Al-Ahli Club | EAU    | 2020-21 |
| Copa de Liga                            | Shabab Al-Ahli Club | EAU    | 2020-21 |
| UAE Pro League                          | Shabab Al-Ahli Club | EAU    | 2022-23 |
| Supercopa de los Emiratos Árabes Unidos | Shabab Al-Ahli Club | EAU    | 2023    |
| Brasileirao                             | Botafogo F. R.      | Brasil | 2024    |

### Campeonatos internacionales
| Título                       | Equipo         | Sede         | Año  |
| ---------------------------- | -------------- | ------------ | ---- |
| Copa Libertadores de América | Botafogo F. R. | Buenos Aires | 2024 |